# Cyanea horrida
Cyanea horrida là loài thực vật có hoa trong họ Hoa chuông. Loài này được (Rock) O.Deg. & Hosaka mô tả khoa học đầu tiên năm 1940.